# Ендо Тацуя
Ендо Тацуя (яп. 遠藤 達哉, Endō Tatsuya, нар. 23 липня 1980 , Префектура Ібаракі ) — японський художник манґи. Ендо найбільш відомий як автор Tista, Blade of the Moon Princess і Spy × Family, серед інших робіт. Остання манґа видається в журналі Shonen Jump+ з 2019 року і досягла позначки в понад 28 мільйонів фізичних і цифрових копій в обігу до виходу її десятого тому. Інші його роботи були опубліковані в різних журналах Jump.

## Біографія
Ще з дитинства Ендо прагнув стати художником манґи. Його сім'я складалася з одного з батьків і брата. Його улюблені актори та актриси — Брюс Лі, Хіросі Абе, Мег Раян та Одрі Тоту. Його улюблені художники манґи — Акіра Торіяма, Хіроюкі Нішіморі та Мінетаро Мочізукі. Серед його захоплень — катання на лижах, баскетбол та ігри з м'ячем за допомогою ракетки.

## Кар'єра
Ендо працював асистентом для манґа-серіалів Blue Exorcist та Fire Punch. Його наставниками були художники манґи Ясухіро Кано та Йошіюкі Ніші. Як і багато художників манґи, Ендо починав свою кар'єру, створюючи ван-шоти. Деякі з цих історій вплинули на його пізніші манґи. Після завершення роботи над Tista та Blade of the Moon Princess для журналу Jump Square і створення трьох ван-шотів з редактором Шіхеєм Ліном, з яким Ендо був знайомий і працював понад 10 років, вони почали планувати серію, яка б вийшла у Shonen Jump+. Ця манґа поєднала б у собі сильні сторони попередніх робіт Ендо: Rengoku no Ashe, Ishi ni Usubeni, Tetsu ni Hoshi та I Spy, створивши Spy × Family. Лін стверджував, що прийом Spy × Family їхнім редакційним відділом був настільки добрим, що його серіалізація була «практично вирішена» ще до того, як відбулася офіційна зустріч, присвячена цьому питанню. Згодом Spy × Family увійшла до десятки найпопулярніших манґ на їхньому сайті станом на 2019 рік. Вона стала одним із найпопулярніших аніме 2022 року.

### Нагороди
- Spy × Family
  - 2019: 1 місце в категорії веб-манґа на Next Manga Awards[7].
  - 2020: Переможець 4-ої премії TSUTAYA Comic Awards[8].

## Стиль
На початку своєї кар'єри Ендо публікував зрілі оповідання. Особливо це стосується його ранніх творів Tista та Rengoku no Ashe, які розповідають про серійного вбивцю та полювання на відьом відповідно. Після роботи над такою кількістю манґи в темних тонах, його редактор, Шіхей Лін, заохотив Ендо придумати більш «яскраву та веселу манґу». Ван-шот I Spy можна розглядати як перехідну частину між темною та світлою манґою Ендо, оскільки вона включає в себе зрілі теми його ранніх робіт, але при цьому має «веселу назву», як і пропонував Лін.
Його редактор стверджує, що Ендо любить продумувати кожну деталь сюжету. Коли йому пропонують ідею щодо його історії, Ендо швидко вказує на будь-яке протиріччя. Це разом з його потребою створювати глибоких і добре продуманих персонажів підштовхнуло його до розповіді історій, які показують позитивний або негативний зсув психологічного стану його героїв. Ендо завжди прагне покращити якість своєї роботи, тому читає багато манґи, романів та книжок.

## Праці

### Манґа
| Назва                                                            | Формат  | Рік       | Серіалізація       | Нотатки                                           |
| ---------------------------------------------------------------- | ------- | --------- | ------------------ | ------------------------------------------------- |
| Seibu Yūgi (яп. 西部遊戯)                                        | Ван-шот | 2000      | Jump Next!         |                                                   |
| Blade of the Moon Princess (яп. 月華美刃)                        | Ван-шот | 2000      | Weekly Shōnen Jump | Випуск #51, тестова історія для серіальної версії |
| Witch Craze                                                      | Ван-шот | 2001      | Weekly Shōnen Jump | Випуск #21-22                                     |
| PMG-0                                                            | Ван-шот | 2004      | Weekly Shōnen Jump | Випуск #24                                        |
| Tista                                                            | Серіал  | 2007–2008 | Jump SQ            |                                                   |
| Shihō Yūgi: Endō Tatsuya Tanpenshū (яп. 四方遊戯 遠藤達哉短編集) | Том     | 2008      | Shueisha           | Збірка оповідань                                  |
| Blade of the Moon Princess (яп. 月華美刃)                        | Серіал  | 2010–2012 | Jump SQ            |                                                   |
| Rengoku no Ashe (яп. 煉獄のアーシェ)                             | Ван-шот | 2014      | Jump SQ            |                                                   |
| Ishi ni Usubeni, Tetsu ni Hoshi (яп. 石に薄紅、鉄に星)           | Ван-шот | 2017      | Jump SQ            |                                                   |
| I Spy                                                            | Ван-шот | 2018      | Jump SQ            |                                                   |
| Spy × Family                                                     | Серіал  | 2019      | Shōnen Jump+       | Поширюється за кордоном через Manga Plus          |

### Як ілюстратор
| Назва                                                       | Формат  | Рік  | Серіалізація         |
| ----------------------------------------------------------- | ------- | ---- | -------------------- |
| Rooftop Detective-Octane (яп. 屋上探偵(オクタン))           | Ван-шот | 2006 | Jump the Revolution! |
| Yamamoto-kun's Distress (яп. 山本くんの怪難 北陸魔境勤労記) | Книга   | 2011 | Media Factory        |
| Kuroniko the Exile (яп. 流浪刑のクロニコ)                   | Книга   | 2013 | Shueisha             |